# Bernardos
Bernardos é um município da Espanha na província de Segóvia, comunidade autónoma de Castela e Leão, de área 29,1 km² com população de 753 habitantes (2006) e densidade populacional de 25,88 hab./km².

## Demografia
| Variação demográfica do município entre 1991 e 2004 | Variação demográfica do município entre 1991 e 2004 | Variação demográfica do município entre 1991 e 2004 | Variação demográfica do município entre 1991 e 2004 |
| --------------------------------------------------- | --------------------------------------------------- | --------------------------------------------------- | --------------------------------------------------- |
| 1991                                                | 1996                                                | 2001                                                | 2004                                                |
| 808                                                 | 776                                                 | 700                                                 | 670                                                 |